# Західний Фулладу
Західний Фулладу — один з 10 районів округу Центральна Річка Гамбії. Населення — 71 669 (2003). Фульбе — 37,86 %, Мандінка — 32,78 % (1993).